# Wisława Szymborska

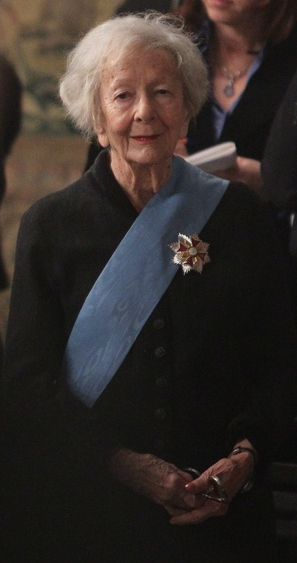
Wisława Szymborska (2011)

Maria Wisława Anna Szymborska [viˈswava ʂɨmˈbɔrska] (* 2. Juli 1923 in Prowent; † 1. Februar 2012 in Krakau) war eine polnische Lyrikerin. Sie zählt zu den bedeutendsten Lyrikern ihrer Generation in Polen, wo ihre Gedichte zur Nationalliteratur gerechnet werden. Im deutschen Sprachraum wurde sie bereits früh durch die Übertragungen von Karl Dedecius bekannt und erhielt mehrere bedeutende Auszeichnungen. 1996 wurde ihr der Nobelpreis für Literatur verliehen. Seitdem ist ihr schmales Werk von rund 350 Gedichten auch international stark verbreitet und in mehr als 40 Sprachen übersetzt.
Szymborska hielt ihr Privatleben weitgehend vor der Öffentlichkeit verborgen. Ihr Werk stand Anfang der 1950er Jahre noch ganz im Zeichen des Sozialistischen Realismus. Mit dem Gedichtband Wołanie do Yeti (Rufe an Yeti) gelang ihr 1957 der Durchbruch zur eigenen Ausdrucksform, die geprägt ist von Zweifel und Ironie. Häufig betrachtet sie alltägliche Begebenheiten aus ungewöhnlichen Perspektiven, die zu allgemeinen philosophischen Fragestellungen führen. Szymborskas Gedichte sind in einer einfachen, leicht verständlichen Sprache gehalten. Sie folgen keiner einheitlichen Poetik, sondern besitzen jeweils ihren individuellen Stil. Zu den populärsten Gedichten gehört Katze in der leeren Wohnung. Neben Lyrik verfasste Szymborska auch Feuilletons in verschiedenen Literaturzeitschriften.

## Leben
Zeitlebens trennte Wisława Szymborska strikt zwischen ihrem literarischen Werk und dem persönlichen Leben, das sie weitgehend privat hielt. Details ihrer Biografie wurden in der Öffentlichkeit kaum bekannt. Nach Szymborskas Willen sollten die Menschen den Zugang zu ihrer Persönlichkeit in ihrem literarischen Werk suchen statt, wie sie es formulierte, in ihrer „äußeren Biographie“ oder den „äußeren Umstände[n]“. Alle Versuche, ihre Gedichte aus ihrer Biografie zu entschlüsseln, lehnte sie ab.

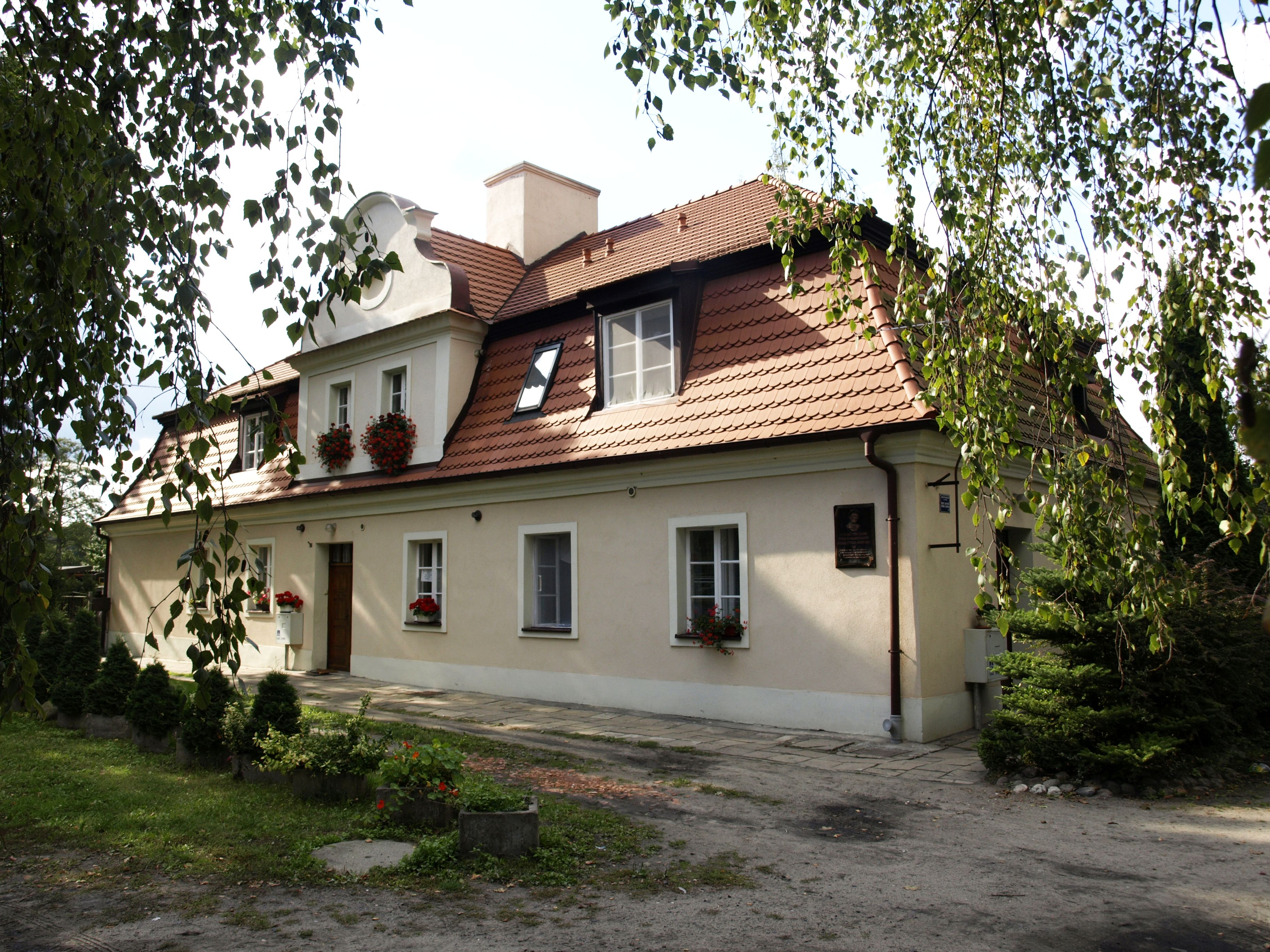
Szymborskas Geburtshaus in Prowent

Szymborska wurde in Prowent geboren, einer kleinen Siedlung zwischen den damaligen Orten Bnin und Kórnik nahe Posen in Großpolen. Offiziell weist ihre Geburtsurkunde allerdings Bnin als Geburtsort aus, inzwischen sind beide Ortschaften in Kórnik eingegliedert. Ihr Vater Wincenty Szymborski war Gutsverwalter des Grafen Zamoyski, ihre Mutter Anna Szymborska, geborene Rottermund, stammte angeblich aus den Niederlanden. Szymborska hatte eine sechs Jahre ältere Schwester namens Nawoja. Nach dem Tod des Grafen im Jahr 1924 zog die Familie nach Thorn, wo Szymborska die ersten zwei Jahre die Grundschule besuchte, dann nach Krakau, in jene Stadt, die von 1931 an bis zu ihrem Tod zu ihrer Heimat werden sollte. Insbesondere der wortgewandte Vater unterstützte die frühen schriftstellerischen Versuche seiner Tochter. Sein Tod im September 1936 und der Beginn des Zweiten Weltkriegs drei Jahre später markierten das Ende von Szymborskas behüteter Kindheit.
Von 1935 an besuchte Szymborska das Gymnasium der Ursulinen in Krakau. Unter der deutschen Besetzung Polens konnte der Unterricht im nunmehrigen Generalgouvernement nur heimlich stattfinden, bis die Schülerin 1941 mit dem Abitur abschloss. Ein Studium blieb während des Krieges aber unmöglich und Szymborska arbeitete vorübergehend bei der Ostbahn. Nach Kriegsende studierte sie Polonistik und Soziologie an der Jagiellonen-Universität, gleichzeitig veröffentlichte sie ihre ersten Gedichte in Zeitschriften. 1948 brach sie ihr Studium ohne Abschluss ab und heiratete den polnischen Literaten Adam Włodek (1922–1986). Er war Chefredakteur der Wochenendbeilage der Tageszeitung Dziennik Polski, in der Szymborskas erstes Gedicht erschien. Auch nach der Scheidung im Jahr 1954 blieben sie einander freundschaftlich verbunden.
Szymborska arbeitete ab 1953 als Redakteurin bei der Krakauer Literaturzeitschrift Życie Literackie. Hier gestaltete sie bis 1966 die Lyrik-Rubrik und verfasste eine Kolumne namens Poczta Literacka („literarische Post“), aus der im Jahr 2000 ein Auswahlband erschien. Populär wurde eine weitere Kolumne unter dem Titel Lektury nadobowiązkowe („außerplanmäßige Lektüre“), in der Szymborska ab Juni 1967 Bücher vorstellte, um sie zum Ausgangspunkt für persönliche Essays zu nehmen, die sich zwischen Memoiren und Reflexionen bewegen. Auch diese Kolumnen erschienen gesammelt in Buchform. Im Dezember 1981 beendete Szymborska ihre Redaktionstätigkeit in der Życie Literackie. Mit diesem Schritt protestierte sie gegen die Ausrufung des Kriegsrechts in Polen. Ihre Buchbesprechungen publizierte sie fortan in der Krakauer Zeitschrift Pismo, in der Breslauer Monatsschrift Odra und schließlich ab 1993 in der Warschauer Gazeta Wyborcza. Nebenbei schrieb sie unter dem Pseudonym Stańczykówna (Tochter des Hofnarren Stańczyk) Beiträge für die Pariser Exilzeitschrift Kultura und die polnische Samizdat-Publikation Arka.

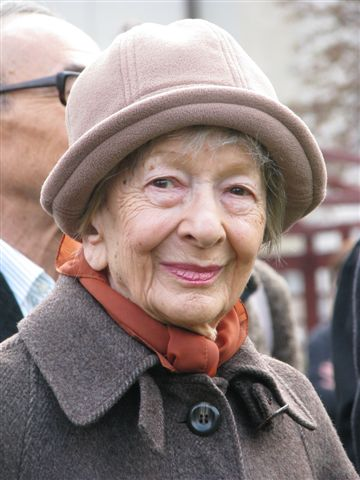
Wisława Szymborska (2009)

Schon 1966 war Szymborska aus der Polnischen Vereinigten Arbeiterpartei ausgetreten, ein Schritt, mit dem eine ganze Reihe polnischer Intellektueller gegen den Ausschluss des Philosophen Leszek Kołakowski aus Partei und Lehre protestiert hatte. Sie galt damals bereits als wichtigste Lyrikerin ihrer Generation, der sogenannten Generation 56, deren Wurzeln im Polnischen Oktober 1956 und der folgenden Tauwetter-Periode lagen. Die Gedichte aus der Zeit des Kriegsrechts erschienen 1986 im Band Ludzie na moście (Menschen auf einer Brücke). Die Doppeldeutigkeit der Gedichte, hinter deren unpolitischer Oberfläche sich Anspielungen auf die politischen Ereignisse verbergen, machte den Band zu einem großen Erfolg bei Kritik und Publikum. Die polnische Gewerkschaft Solidarność verlieh Szymborska ihren Literaturpreis. 1990 starb Kornel Filipowicz, der langjährige Lebensgefährte Szymborskas, mit dem sie seit 1967 liiert war. Die Beziehung der beiden Literaten, die niemals zusammengelebt hatten, beschrieb Szymborska als „zwei Pferde, die nebeneinander galoppieren“. Nach seinem Tod zog sich Szymborska eine Zeit lang zurück und verarbeitete ihre Trauer in einigen Gedichten, darunter auch das populäre Katze in der leeren Wohnung.
Adam Zagajewski beschrieb Wisława Szymborska als „Eleganz in Person: elegant in ihren Gesten, Bewegungen, in ihren Worten und Gedichten“. Sie wirkte, „als sei sie unmittelbar einem der intellektuellen Salons im Paris des 18. Jahrhunderts entsprungen“. Dabei scheute Szymborska jede Publizität. Ihre Verehrung galt den Schriftstellern Thomas Mann, Jonathan Swift, Montaigne, Samuel Pepys und Charles Dickens, dem Maler Jan Vermeer, dem Regisseur Federico Fellini und der Sängerin Ella Fitzgerald. Sie sammelte alte Zeitschriften, Ansichtskarten und ausgefallene Gegenstände, erfand private Gesellschaftsspiele und fertigte Collagen an. Ihre Gedichte entstanden nicht am Schreibtisch, sondern auf der Couch, wo sie erst niedergeschrieben wurden, nachdem sie vollständig in ihrem Kopf Gestalt angenommen hatten. Viele Entwürfe überstanden nicht die kritische Begutachtung am folgenden Tag und landeten im Papierkorb. Insgesamt veröffentlichte die Lyrikerin rund 350 Gedichte in zwölf Gedichtbänden. Am 1. Februar 2012 starb Szymborska, die an Lungenkrebs erkrankt war. Ihre letzte Ruhestätte befindet sich auf dem Cmentarz Rakowicki in Krakau. Sie hatte bis zuletzt an neuen Gedichten gearbeitet. Dreizehn vollendete Gedichte und Notizen zu sieben weiteren Gedichten wurden postum im April 2012 im Band Wystarczy (Es ist genug) veröffentlicht.

## Werk

### Literarischer Werdegang

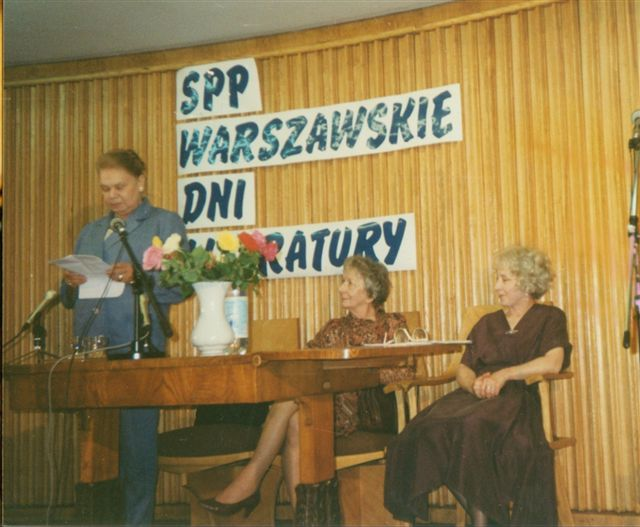
Wisława Szymborska (Mitte) mit Julia Hartwig und Anna Polony bei einer Sitzung des polnischen Schriftstellerverbandes, 1993

Szymborskas erste literarische Versuche nach dem Zweiten Weltkrieg standen laut Dörte Lütvogt noch in der Tradition der Avantgarde der Zwischenkriegszeit und folgten insbesondere dem Modell von Julian Przyboś. Ihr erstes Gedicht veröffentlichte sie im März 1945 mit dem Titel Szukam słowa (Ich suche das Wort) in einer Beilage der Tageszeitung Dziennik Polski. Die gesammelten, in den Folgejahren auch in verschiedenen anderen Zeitschriften erschienenen Gedichte der Nachkriegszeit sollten 1949 in einem Sammelband unter dem Titel Wiersze (Gedichte) herausgegeben werden. Doch mit dem IV. Kongress des polnischen Schriftstellerverbandes in Stettin wurde der Sozialistische Realismus im Sinne der stalinistischen Doktrin zum verbindlichen Programm der Literatur erhoben. Szymborskas Gedichte galten nun als zu schwierig und vieldeutig, der Plan zu ihrem Debütband wurde fallengelassen.
In der Folge passte sich Szymborska vollständig der sozialistisch-realistischen Poetik an. Ihre ersten veröffentlichten Gedichtbände Dlatego żyjemy (Deshalb leben wir, 1952) und Pytania zadawane sobie (Fragen die ich mir stelle, 1954) besangen den Aufbau und die Errungenschaften des Sozialismus, den Gegensatz zum reaktionären, imperialistischen Klassenfeind, die Wirkungsmacht Lenins und den Tod Stalins. Sie sind geprägt von optimistischen Utopien, schwarz-weißen Denkschemata, floskelhaften Beschwörungen, Ermahnungen und Ermutigungen sowie einem Ernst und Pathos, dem beinahe vollständig die für Szymborska später so typische Ironie abgeht. Dabei betont Brigitta Helbig-Mischewski, dass die Gedichte „mit dem Gestus einer flammenden Begeisterung, eines unerschütterlichen, sehr authentisch wirkenden jugendlichen Glaubens geschrieben“ seien, in dessen folgender Enttäuschung und Desillusionierung sie eine wesentliche Wurzel von Szymborskas späterer „Poetik des allumfassenden Zweifelns“ sieht.
Szymborska nahm nur wenige Gedichte aus dieser Phase in ihre 1964 erschienene Gedichtauswahl Wiersze wybrane auf, und die kompromittierenden Gedichtbände sind heute in polnischen Bibliotheken nur noch schwer erhältlich. Die spätere Lyrik folgte keiner Ideologie und Weltanschauung mehr; sie stellte Fragen, statt vorgegebene Antworten zu vermitteln. Einige Gedichte thematisieren ihre einstige Verblendung und Desillusionierung, so etwa Schyłek wieku (Das Ende eines Jahrhunderts) aus dem Jahr 1986, wenngleich die Lyrikerin weiterhin dem Traum von einer besseren Welt verhaftet blieb. In einem Interview beschrieb sie rückblickend: „Ich war damals fest davon überzeugt, dass das, was ich schrieb, richtig war. Doch diese Feststellung befreit mich keineswegs von der Schuld, die ich den Lesern gegenüber empfinde, die möglicherweise von meinen Gedichten beeinflusst wurden.“

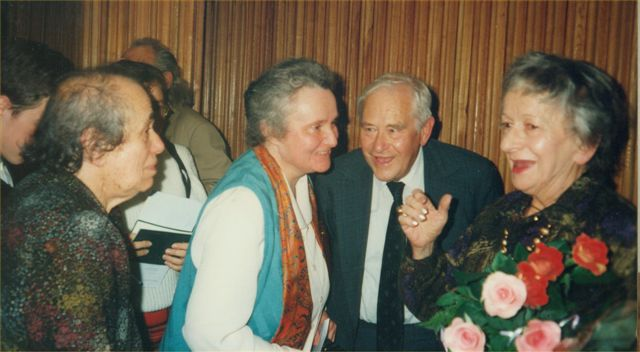
Szymborska (rechts) beim polnischen P.E.N.-Club, 1996

Mit dem Einsetzen der Tauwetter-Periode in Osteuropa und insbesondere dem Polnischen Oktober 1956 ging auch Szymborskas Abkehr von ihren vorherigen ideologischen Überzeugungen und dem Stil des Sozialistischen Realismus einher. Im Jahr 1957 erschien ihr dritter Gedichtband Wołanie do Yeti (Rufe an Yeti), der laut Dörte Lütvogt als „ihr zweites und eigentliches Debüt“ gilt. Gerhard Bauer nennt ihn den „Durchbruch […] zu einer neuen strikt kritischen und selbstkritischen Produktion“. Statt Deklarationen und Manifeste notierte Szymbosrka nun „Beobachtungen, Einwände, Widersprüche“. Die Lyrikerin suchte nach einer eigenen poetischen Stimme, wobei sie das menschliche Individuum ins Zentrum der Gedichte rückt, ohne dass sie die gesellschaftliche Wirklichkeit vernachlässigte. Ihre „Abrechnung mit dem Dogmatismus“ äußerte sich erstmals in einer Haltung des „methodischen Zweifels“.
Die folgenden Gedichtbände stehen unter unterschiedlichen Schwerpunkten: Sól (Salz, 1962) thematisiert den zwischenmenschlichen Kontakt, Sto pociech (Hundert Freuden, 1967) die Seltsamkeit des Menschen. In Wszelki wypade (Alle Fälle, 1972) und Wielka liczba (Die große Zahl, 1976) werden allgemeine philosophische Fragen aufgeworfen, während Ludzie na moście (Menschen auf einer Brücke, 1986) stark in der Zeitgeschichte verwurzelt ist. Im Spätwerk Koniec i początek (Ende und Anfang, 1993), Chwila (Augenblick, 2002) und Dwukropek (Doppelpunkt, 2005) tritt stärker eine persönliche Komponente und die Beschäftigung mit dem Tod in den Mittelpunkt. Eine Sonderstellung nehmen die ursprünglich nicht für die Veröffentlichung bestimmten Limericks und Unsinnsgedichte in Rymowanki dla dużych dzieci (Reimereien für große Kinder, 2005) ein. Neben den Gedichten wurden auch Szymborskas Feuilletons für die Zeitschriften Życie Literackie (1968–1981), Pismo und Odra (1980er Jahre) sowie Gazeta Wyborcza (1993–2002) in fünf Sammelbänden unter dem Titel Lektury nadobowiązkowe (Kür-Lektüren) herausgegeben. Weiterhin übersetzte Szymborska französische Dichtung ins Polnische, so 1982 Fragmente aus dem Werk des Barockdichters Théodore Agrippa d’Aubigné.

### Stil und Poetik

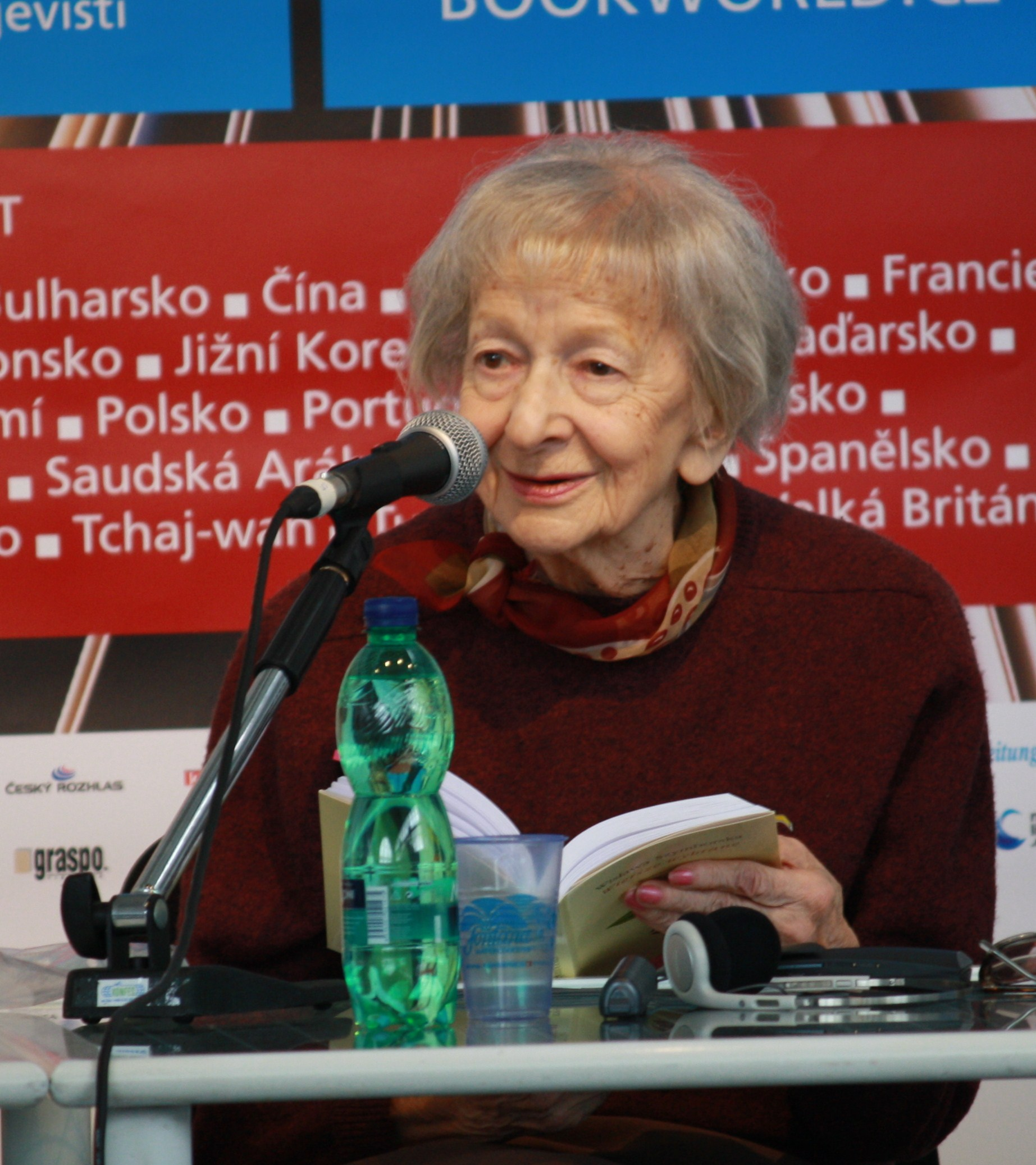
Wisława Szymborska bei einer Lesung in Prag, 2010

Die Eigenart von Szymborskas Stil besteht laut Marta Kijowska gerade darin, dass es sich um keinen festen Stil handele. Stattdessen sei die Wandlungsfähigkeit, bei der jedes Gedicht je nach Thema und Gattung in seinem eigenen Stil abgefasst sei, zu Szymborskas Markenzeichen geworden. Dörte Lütvogt bezeichnete Szymborska in dieser Hinsicht als „Meisterin im Kreieren von ‚Sonderpoetiken‘ für jedes einzelne Gedicht“, obwohl die Lyrik trotz ihrer Vielfalt an Formen eine unverwechselbare Handschrift behalte. Dies beschrieb der polnische Literaturwissenschaftler Michał Głowiński als Szymborskas „charakteristische Melodie“, ihren „unnachahmlichen Fluß der Worte“, der auch von ihren Epigonen nicht zu wiederholen sei.
Szymborskas Gedichte haben auf den ersten Blick keine Geheimnisse. Häufig ist ihr Ausgangspunkt eine alltägliche Situation, von der aus einfache, locker formulierte und scheinbar naive Fragen gestellt werden. Die Sprache beschreibt Dörte Lütvogt als „Umgangssprache gebildeter Menschen“, hinter deren vermeintlich offen zutage liegendem Inhalt sich häufig mehrere Bedeutungsebenen verbergen. Dabei erweise sich die Einfachheit als Kunstgriff, der bewusst von der Kunstfertigkeit des Gedichtes ablenken wolle. Auch Humor und Ironie dienen dieser Funktion einer Verschleierung der Tiefe und Ernsthaftigkeit ihrer Lyrik. Jerzy Kwiatkowski charakterisiert Szymborskas Poesie: „Sie tut so, als gelte ihr Schreiben ganz alltäglichen Dingen […] Sie tut so, als wäre es kinderleicht, Gedichte zu schreiben. Schließlich versteckt sie den tragischen, den bitteren Sinn ihrer Poesie. Sie tut so, als berühre sie das alles nicht so tief.“
Ausgehend vom Alltäglichen bieten Szymborskas Gedichte häufig ungewöhnliche Blickwinkel und Einsichten. Joanna Grądziel führt aus: „Das Geheimnis des Erfolgs steckt in der Art zu sehen und wie das Alltägliche nicht-alltäglich ausgedrückt wird.“ Aus diesen ungewohnten Perspektiven erwachsen allgemeine philosophische Betrachtungen. Dabei wird dem Leser in Szymborskas Gedichten laut Gerhard Bauer oft regelrecht der Boden unter den Füßen weggezogen. Sie führten in einer „Engführung von Philosophie, Provokation und Poesie“ auf die „unerwartetsten Funde und Fragestellungen“: „Szymborskas Gedichte zeichnen sich dadurch aus, daß sie mehr Gedanken aufwirbeln als sie tatsächlich liefern und dingfest machen. Sie deuten Möglichkeiten an, legen Folgerungen nahe, schlagen Alternativen vor, ohne sich für sie zu verbürgen.“ Marcel Reich-Ranicki zieht das Fazit, dass Szymborskas „sehr durchdachte, ironische Lyrik etwas in Richtung der philosophischen Lyrik tendiert. Entscheidend ist jedoch die sprachliche Kraft ihrer Lyrik“.

## Rezeption

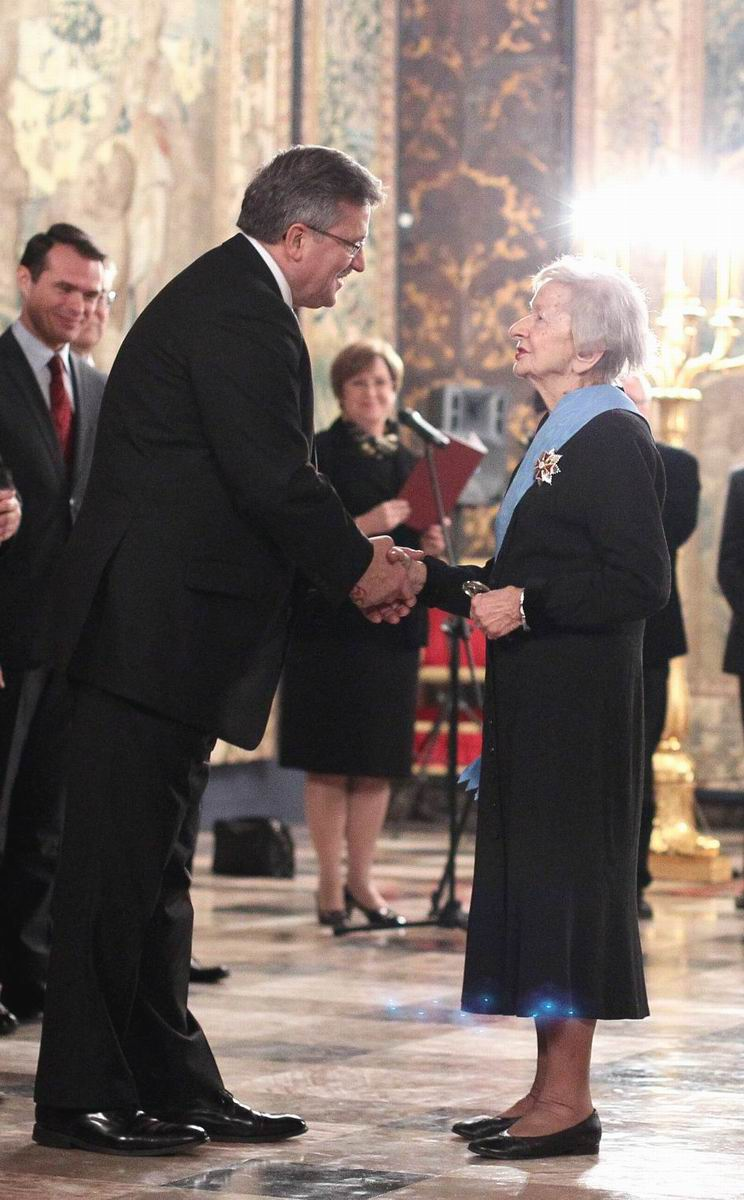
Präsident Bronisław Komorowski verleiht Wisława Szymborska den Orden des Weißen Adlers (2011)

Bereits in den 1960er Jahren wurde Szymborska in ihrem polnischen Heimatland bekannt und populär. In den Blick der Öffentlichkeit rückte ihre Dichtung nicht zuletzt durch Andrzej Mundkowskis Vertonung von Nic dwa razy się nie zdarza (Nichts geschieht ein zweites Mal) im Jahr 1965. Das Lied, von seiner Frau Łucja Prus interpretiert, gewann einen Preis des Ministeriums für Kunst und Kultur und wurde zu einem beliebten Schlager. Vier weitere Vertonungen ihrer Werke lassen sich bis 1997 nachweisen. Szymborskas Gedichte sind fester Bestandteil der polnischen Nationalliteratur und Unterrichtsstoff an polnischen Schulen. Die internationale Verbreitung von Szymborskas Werk wurde insbesondere durch die Verleihung des Literaturnobelpreises 1996 befördert. Ihre Bücher wurden in 42 Sprachen übersetzt.
In Deutschland ist Szymborskas Verbreitung eng mit dem Namen Karl Dedecius verknüpft, der bis Ende der 1970er Jahre der einzige Herausgeber polnischer Lyrik in der Bundesrepublik war. In sechzehn von achtzehn seiner bis 1995 herausgegebenen Auswahlbände polnischer Poesie waren einzelne Gedichte Szymborskas vertreten, erstmals bereits 1959 in der Anthologie Lektion der Stille. 1973 erschien mit dem Titel Salz ein erster Auswahlband von Szymborskas Gedichten im Suhrkamp Verlag. Noch vor der Verleihung des Nobelpreises veröffentlichte der Verlag drei weitere Gedichtbände Szymborskas, und er war zum Zeitpunkt der Bekanntgabe des Preises im Herbst 1996 der einzige europäische Verlag, der mehrere Bände ihrer Gedichte im Programm führte. Der Großteil der deutschen Gesamtauflage von über 90.000 Exemplaren bis zum Jahr 2000 wurde allerdings erst nach der Verleihung des Nobelpreises erreicht. In der DDR waren Szymborskas Gedichte seit den späten 1970er Jahren erhältlich. Der einzige Auswahlband ihrer Lyrik im Verlag Volk und Welt unter dem Titel Vokabeln, übersetzt von Jutta Janke, blieb jedoch wenig erfolgreich. Gerhard Bauer lobte die „sehr lebendig wirkenden, viel Spürsinn verratenden Übersetzungen“ von Dedecius. Im Vergleich zu dessen „formorientierten, ziemlich genauen und gleichzeitig auch künstlerischen“ Übertragungen erlaubten sich Jankes kunstvolle Nachdichtungen laut Beata Halicka „viel übersetzerische Freiheit“.
Bereits in den 1950er Jahren erhielt Szymborska in ihrer Heimat erste bedeutende Auszeichnungen, unter anderem das Goldene Verdienstkreuz der Republik Polen, mit dem zu dieser Zeit aber noch vor allem die Unterordnung der Lyrikerin unter die sozialistische Doktrin gewürdigt wurde. 1963 ging der Preis des polnischen Kultusministeriums einher mit allgemeinem Kritikerlob und wachsendem Interesse des Publikums an ihrem Werk. In den 1990er Jahren erhielt Szymborska vor allem wichtige Auszeichnungen in Deutschland, unter anderem den Goethepreis und den Herder-Preis, was der dortigen besonderen Verbreitung ihrer Lyrik zu verdanken war. Für den Literaturnobelpreis gehörte sie bereits seit 1994 zu den wichtigsten Anwärtern. Dennoch war sie international zu diesem Zeitpunkt noch nicht weithin bekannt und die Auszeichnung 1996 wurde von manchem als Überraschung gewertet. Selbst in Polen erhoben sich Stimmen, die den Preis lieber ihrem Landsmann Zbigniew Herbert zuerkannt hätten. Das Auswahlkomitee verlieh den Nobelpreis „für eine Poesie, die mit ironischer Präzision den historischen und biologischen Zusammenhang in Fragmenten menschlicher Wirklichkeit hervortreten läßt“, und fügte Szymborskas verbreitetem Spitznamen „Mozart der Poesie“ hinzu, dass ihr Werk auch die „Furie Beethovens“ aufscheinen lasse. 2011 wurde Szymborska mit dem Orden des Weißen Adlers das höchste Ehrenzeichen der Dritten Republik Polen zuerkannt. Ihren Tod im Folgejahr kommentierte der polnische Außenminister Radosław Sikorski: „Ein unersetzlicher Verlust für die polnische Kultur“.

## Auszeichnungen
- 1954: Literaturpreis der Stadt Krakau
- 1955: Goldenes Verdienstkreuz der Republik Polen
- 1963: Preis des polnischen Kultusministeriums
- 1990: Siegmund-Kallenbach-Preis
- 1991: Goethepreis
- 1995: Herder-Preis
- 1995: Ehrendoktortitel der Adam-Mickiewicz-Universität
- 1996: Preis des polnischen PEN-Clubs
- 1996: Samuel-Bogumil-Linde-Preis
- 1996: Nobelpreis für Literatur
- 1999: Aufnahme in die American Academy of Arts and Letters als auswärtiges Ehrenmitglied[53]
- 2005: Aufnahme in die American Academy of Arts and Sciences als auswärtiges Ehrenmitglied
- 2011: Orden des Weißen Adlers

## Werke

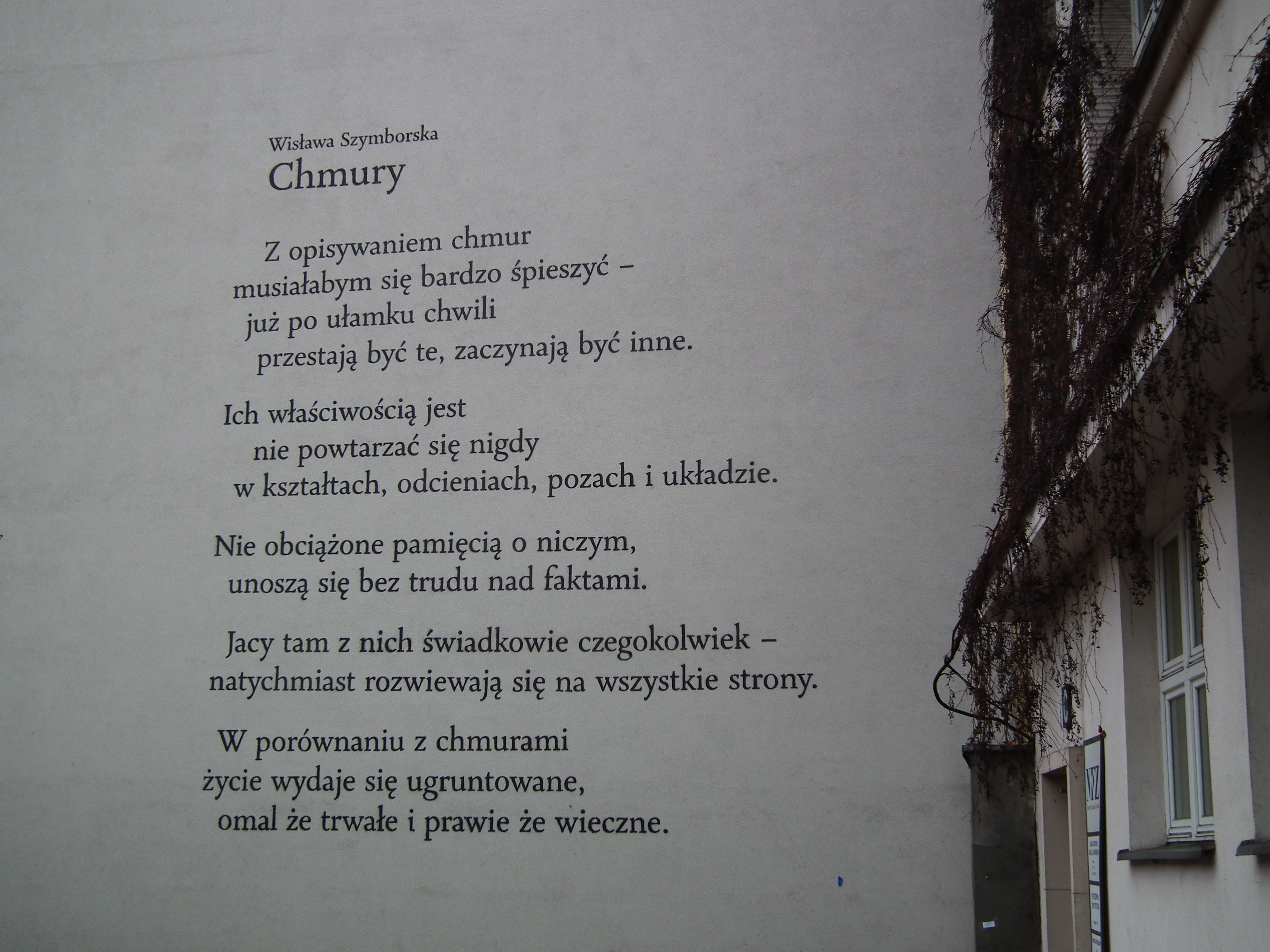
Gedicht Chmury (deutsch: Wolken) auf einer Hauswand in Posen: „Mit der Beschreibung der Wolken müßt ich mich eilen“

### Gedichtbände
- Dlatego żyjemy (Deshalb leben wir, 1952)
- Pytania zadawane sobie (Fragen die ich mir stelle, 1954)
- Wołanie do Yeti (Rufe an Yeti, 1957)
- Sól (Salz, 1962)
- Sto pociech (Hundert Freuden, 1967)
- Wszelki wypadek (Alle Fälle, 1972)
- Wielka liczba (Die große Zahl, 1976)
- Ludzie na moście (Menschen auf einer Brücke, 1986)
- Koniec i początek (Ende und Anfang, 1993)
- Chwila (Augenblick, 2002)
- Dwukropek (Doppelpunkt, 2005)
- Tutaj (Hier, 2009)
- Wystarczy (Es ist genug, 2012)

### Sonstiges
- Lektury nadobowiązkowe. 1973, 1981, 1992, 1996, 2002 (Feuilletons).
- Poczta literacka czyli jak zostać (lub nie zostać) pisarzem. 2000 (Antworten auf Leserbriefe).
- Rymowanki dla dużych dzieci. 2005 (Limericks und Unsinnsgedichte).

### Deutsche Ausgaben
Die deutschen Ausgaben entsprechen nicht immer den Originalausgaben mit demselben Titel, sondern sind eigene Zusammenstellungen aus verschiedenen Gedichtbänden.
- Salz. Gedichte. Übertragen und herausgegeben von Karl Dedecius. Suhrkamp, Frankfurt am Main 1973.
- Vokabeln. Gedichte. Herausgegeben und nachgedichtet von Jutta Janke. Volk und Welt, Berlin 1979.
- Deshalb leben wir. Gedichte. Übertragen und herausgegeben von Karl Dedecius. Suhrkamp, Frankfurt am Main 1980, ISBN 3-518-01697-0.
- Hundert Freuden. Gedichte. Herausgegeben und übertragen von Karl Dedecius. Mit einem Vorwort von Elisabeth Borchers und einem Nachwort von Jerzy Kwiatkowski. Suhrkamp, Frankfurt am Main 1986, ISBN 3-518-02596-1.
- Auf Wiedersehn. Bis morgen. Gedichte. Ausgewählt und übertragen von Karl Dedecius. Suhrkamp, Frankfurt am Main 1995, ISBN 3-518-40675-2.
- Die Gedichte. Herausgegeben und übertragen von Karl Dedecius. Suhrkamp, Frankfurt am Main 1997, ISBN 3-518-40881-X.
- Liebesgedichte. Ausgewählt und übertragen von Karl Dedecius. Insel, Frankfurt am Main 2005, ISBN 3-458-34811-5.
- Der Augenblick. Gedichte, polnisch und deutsch. Übertragen und herausgegeben von Karl Dedecius. Suhrkamp, Frankfurt am Main 2005, ISBN 3-518-22396-8.
- Die Gedichte. Herausgegeben und übertragen von Karl Dedecius. Die Brigitte Edition, Band 12. Gruner + Jahr, Hamburg 2006, ISBN 978-3-570-19520-8.
- Glückliche Liebe und andere Gedichte. Aus dem Polnischen von Renate Schmidgall und Karl Dedecius. Mit einer Nachbemerkung von Adam Zagajewski. Suhrkamp, Berlin 2012, ISBN 978-3-518-42314-1.
- Gesammelte Gedichte. Geschenkausgabe zum 100. Geburtstag der Literaturnobelpreisträgerin. Suhrkamp, Berlin 2023. ISBN 978-3-518-47338-2.
- Sie sollten dringend den Kugelschreiber wechseln. Anregungen für angehende Literaten. Aus dem Polnischen von Renate Schmidgall. Suhrkamp, Berlin 2023. ISBN 978-3-518-47330-6.